# (35061) 1986 QL3
(35061) 1986 QL3 est un astéroïde de la ceinture principale d'astéroïdes découvert en 1986.

## Description
(35061) 1986 QL3 a été découvert le 29 août 1986 à l'observatoire de La Silla, au Chili, par Henri Debehogne.

### Caractéristiques orbitales
L'orbite de cet astéroïde est caractérisée par un demi-grand axe de 2,73 ua, un périhélie de 1,82 ua, une excentricité de 0,34 et une inclinaison de 5,64° par rapport à l'écliptique. Du fait de ces caractéristiques, à savoir un demi-grand axe compris entre 2 et 3,2 ua et un périhélie supérieur à 1,666 ua, il est classé, selon la JPL Small-Body Database, comme objet de la ceinture principale d'astéroïdes.

### Caractéristiques physiques
(35061) 1986 QL3 a une magnitude absolue (H) de 15,5 et un albédo estimé à 0,279.